# Карантинный (мыс, Каламитский залив)
Карантинный (укр. Карантінний) — мыс на западе Крыма на территории Евпаторийского горсовета (Крым). На берегу Каламитского залива Чёрного моря.
Мыс Карантинный вдаётся в Каламитский залив и ограничивает на западе Евпаторийскую бухту. Мыс закреплён молом, который ещё больше вдаётся в море, и на котором расположен маяк. На мысе находится городище Керкинитида — античный греческий город. В непосредственной близости севернее мыса расположен морской торговый порт, а восточнее — пляжи. У берега расположены подводные и надводные камни.
На севере к мысу примыкает жилая застройка Евпатории.